# Helmut W. Schaller
Helmut Wilhelm Schaller (* 16. April 1940 in Bayreuth) ist ein deutscher Slawist und Hochschullehrer. Er ist Autor zahlreicher Veröffentlichungen zur Philologie des Balkans und war unter anderem Gründungspräsident der Deutsch-Bulgarischen Gesellschaft.

## Leben
Schaller studierte slawische Philologie, Philosophie, osteuropäische Geschichte und Balkanphilologie an der Universität München. 1965 promovierte er in München zum Dr. phil., 1972 habilitierte er sich. Danach war er zunächst Privatdozent an der Universität München, von 1983 bis zu seiner Emeritierung im Jahr 2005 hatte er die Professur für Slawische Philologie und Balkanphilologie an der Philipps-Universität Marburg inne. In Marburg war er zudem von 1984 bis 2005 Leiter der Zweigstelle der Südosteuropa-Gesellschaft. Von 1999 bis 2005 leitete er das DFG-Projekt zu einem „Kleinen Balkansprachatlas“.
Gastprofessuren führten ihn an die Universität des Saarlandes, nach Regensburg, Aix-en-Provence und Salzburg. Zudem war er Mitglied der Kommissionen für grammatische Struktur der slawischen Sprachen (1978) und Geschichte der Slawistik beim Internationalen Slawistenkomitee (1980). 1993 übernahm er den Vorsitz der Internationalen Kommission für Balkanlinguistik. Von 1996 bis 2017 war Schaller Präsident der Deutsch-Bulgarischen Gesellschaft zur Förderung der Beziehungen zwischen Deutschland und Bulgarien e. V., seitdem Alters- und Ehrenpräsident. Er ist Beiratsmitglied des Historischen Vereins für Oberfranken in Bayreuth.
2015 wurde Helmut W. Schaller als ordentliches Mitglied der Geisteswissenschaftlichen Klasse in die Sudetendeutsche Akademie der Wissenschaften und Künste berufen.
Schaller verfasste mehr als 400 Aufsätze, Besprechungen und Berichte in Fachzeitschriften und Sammelbänden. Außerdem ist er Mitherausgeber der Reihen Symbolae Slavicae, der Bulgarischen Bibliothek. Neue Folge, des Bulgarien-Jahrbuches und der in Bulgarien erscheinenden Zeitschriften Linguistique Balkanique und Bâlgarski Ezik.

## Ehrungen und Auszeichnungen
- 1990 Kyrill und Method-Orden I. Klasse
- 2006 Ehrenzeichen am blauen Band der Sveti-Kliment-Ohridski Universität Sofia
- 2006 Ehrendoktor Doctor honoris causa der Sveti-Kliment-Ohridski Universität Sofia

## Schriften (Auswahl)
- Die Wortstellung im Russischen, München 1966.
- Das Prädikatsnomen im Russischen, Köln-Wien 1975.
- Die Balkansprachen. Eine Einführung in die Balkanphilologie, Heidelberg 1975.
- Bibliographie zur Balkanphilologie, Heidelberg 1977.
- Bibliographie der russischen Sprache, Frankfurt a. M. u. a. O. 1980.
- Bibliographie der Bibliographien zur slavischen Sprachwissenschaft, Frankfurt a. M. u. a. O. 1982.
- Real- und Sachwörterbuch zum Altrussischen, zusammen mit K. Günther-Hielscher und V. Glötzner, Neuried 1985. Zweite von E. Kraft neubearbeitete Auflage Wiesbaden 1995.
- Bulgaristik in Deutschland. Historischer Abriss mit Bibliographien, Neuried 1988.
- Bibliographie zur bulgarischen Sprache, München 1990.
- Gustav Weigand (1860–1930). Sein Beitrag zur Balkanphilologie und zur Bulgaristik, München 1992.
- Erich Berneker. Leben und Werk, Frankfurt a. M. u. a. O. 1999.
- Der Nationalsozialismus und die Slawische Welt, Regensburg, 2002.
- Geschichte der slawischen und baltischen Philologie an der Universität Königsberg, Frankfurt a. M. 2009.
- Kataloge zu Buchausstellungen der „Deutsch-Bulgarischen Gesellschaft e. V.“ in der „Staatsbibliothek zu Berlin/Preußischer Kulturbesitz“:
  - Bulgarien in Deutschland. Marburg 1996.
  - Bulgarien in Europa. Marburg 1998.
  - Bulgarien in Amerika. München 2002.

## Festschrift für Schaller
- Non solum philologus: Vorträge vom 5. November 2010 anlässlich des 70. Geburtstages von Prof. Dr. Dr. h.c. Helmut Wilhelm Schaller. Hrsg. von Jürgen Kristophson und Rumjana Zlatanova. Sagner, München 2014, ISBN 978-3-86688-373-4.